# Rhoptromyrmex critchleyi
Rhoptromyrmex critchleyi är en myrart som beskrevs av Bolton 1976. Rhoptromyrmex critchleyi ingår i släktet Rhoptromyrmex och familjen myror. Inga underarter finns listade i Catalogue of Life.